# مصطفی خانزادی
مصطفی خانزادی سیاست‌مدار، استاد دانشگاه، پژوهشگر و نماینده سابق دورهٔ ششم مجلس شورای اسلامی در حوزه انتخابیه شهرستان دماوند و فیروزکوه بود. وی استاد تمام دانشگاه علم و صنعت ایران و دارای مدرک دکتری عمران از دانشگاه هوکایدو ژاپن و همچنین کارشناسی و کارشناسی ارشد از دانشگاه منچستر انگلستان می‌باشد. وی در متولد سال ۱۳۳۷ در شهرستان دماوند، شهر کیلان می‌باشد و دارای گرایش اصلاح طلب است.وی هم اکنون با حکم سرپرست وزارت اقتصاد مدیر عامل منطقه آزاد اروند در خوزستان است.